# 愛のモッキンバード
「愛のモッキンバード」（Mockingbird）は、アイネズ・アンド・チャーリー・フォックスが子守唄の「Hush little baby」を基に1963年に作って録音した曲。

## 1960年代
オリジナル・シングルは歌詞をアルファベット順に入れ替えたもので、アイネズ・フォックスが兄のチャーリーによるサイド・ボーカルとともにクレジットされている。コミックソングのようなものと見なされていたが、スー・レコード（シンボル・レコード）からリリースされて大成功をおさめ、1963年の夏の終わりには全米トップ・ブラック・シングル／リズム＆ブルース・チャートで2位、全米ポピュラー・ミュージック・シングル・チャートで7位に達した 。アイランド・レコード社のクリス・ブラックウェルはジャマイカのキングストンのレコード店で「愛のモッキンバード」がかかっているのを聴いてこの曲のイギリスでの発売についての交渉のためにニューヨークに飛び、その結果、アイランド・レコードのイギリスでの流通のためにスーのブランドを借用し、1963年12月の「愛のモッキンバード」を皮切りにアメリカの会社の作品をイギリスで販売した。しかしながら、「愛のモッキンバード」は1969年の再発売で33位を獲得するまでイギリスで成功を収めることはなかった。
この曲はダスティ・スプリングフィールドによって1964年の彼女のアルバムA Girl Called Dusty でカバーされ、スプリングフィールドはこの曲で二人分のパートを一人で歌った。「愛のモッキンバード」はアレサ・フランクリンの1965年のアルバムRunnin' Out of Fools でもカバーされ、フランクリンはテレビ番組Shindig! の1965年の3月10日のエピソードでレイ・ジョンソンのカウンター・ボーカルとともにこの曲を演奏した。「愛のモッキンバード」のフランクリンのバージョンは1967年に歌手がアトランティック・レコードで商業的に成功した後にコロムビア・レコードがシングル発売した何曲かの1曲で、1967年12月にフランクリンのアトランティックからのシングル "Chain of Fools" が2位になったのと同時にリリースされ、1967年12月にBillboard Hot 100で94位になった。

## 1970年代：カーリー・サイモンとジェームス・テイラー
アメリカのシンガー・ソングライター、カーリー・サイモンとジェームス・テイラー は1973年の秋に「愛のモッキンバード」のリメイクを録音し、曲は1974年のサイモンの4枚目のアルバム『ホットケーキ』からのリードシングルとしてリリースされた。「愛のモッキンバード」のアイデアは、1965年のアポロ・シアターでのアイネズ・アンド・チャーリー・フォックスのライブ演奏でこの曲を知っていて、自身と妹のケイト・テイラーが10代のころに度々楽しんで歌っていたテイラーのアイデアだった。曲はテイラーによる歌詞のかなりの修正と、ドクター・ジョンのキーボード演奏、ロビー・ロバートソンのリズムギターとマイケル・ブレッカーのテナー・サクソフォーンのソロをフィーチャーしていた。
「愛のモッキンバード」は即座にヒットし、ビルボード・ポップ・シングル・チャートで最高5位に、ビルボード誌のアダルト・コンテンポラリー・チャートで10位に達し、米国内で100万枚を売り上げてRIAAにゴールドディスク認定された 。このシングルはカナダ（3位）、ニュージーランド（7位）、オーストラリア（8位）、南アフリカ（13位）、およびイギリス（34位）でもチャートインした。
サイモンは1975年のテイラーのツアーで「愛のモッキンバード」をテイラーとともに歌うためにステージのライブ演奏への恐怖を克服し、デュオは1979年9月のマディソン・スクエア・ガーデンでの反核コンサートでのライブで「愛のモッキンバード」を演奏し、この演奏は1979年の二枚組のLPアルバム No Nukes: The Muse Concerts for a Non-Nuclear Future と1980年の映画 No Nukes に向けて録音された。近年ではテイラーは「愛のモッキンバード」を（サイモンとの間の）娘のサリー・テイラーと演奏し、サイモンはテイラーとの間の息子のベン・テイラーとライブで歌っている。2015年11月25日、サイモンは「ザ・レイト・ショー・ウィズ・スティーヴン・コルベア」でのライブでスティーヴン・コルベアと「愛のモッキンバード」をデュエットした。
ジム・ブリックマンの1979年のアルバム Destiny にはカーリー・サイモンが（"Hash Li'l Baby" として）歌っている "Hush Little Baby" が収録されているが、これはブリックマンがサイモンのために選んだもので、「彼女が1974年に "Mockingbird "でトップ5入りを果たしたので、彼女がモッキンバードのことを歌っていたらかっこいいと思った」からである。

## チャート履歴
| チャート（1974年）                            | 最高順位 |
| --------------------------------------------- | -------- |
| 全米ビルボード・ポップ・シングル（ホット100） | 5        |
| 全米ビルボード・アダルト・コンテンポラリー    | 10       |
| 全米キャッシュボックス                        | 3        |
| オーストラリア KMR                            | 8        |
| カナダ RPM                                    | 3        |
| ニュージーランド (Listener)                   | 7        |
| 南アフリカ (Springbok Radio)                  | 13       |
| 全英シングル・チャート                        | 34       |

| チャート（1974年）              | 順位 |
| ------------------------------- | ---- |
| オーストラリア                  | 89   |
| カナダ                          | 49   |
| 全米ビルボード・ホット100       | 52   |
| 全米キャッシュボック・トップ100 | 39   |

### オーストラリア：ジョニー・オキーフ
オーストアリアでは「愛のモッキンバード」のサイモン/テイラーのバージョンはオリジナル歌詞を使い、地元のバックグラウンド・ボーカリスト、マーガレット・マクラーレンとジョニー・オキーフが歌った別のバージョンと同時にチャートインし、この2つのバージョンは並んで1974年5月初めから4週間に渡ってチャートインし、最高8位を記録した。Sing Sing Sing ミュージカルショーの司会者として1964年に「愛のモッキンバード」を演奏したオキーフは1972年10月にマクラーレンとともにこの曲を録音し、この曲は1973年にシングルとしてリリースされ、サイモンとテイラーのバージョンが録音された頃にはアデレードの地元のヒット曲となっており、フェスティバル・レコードがオキーフのバージョンをアメリカのレコード会社に売ったと信じていてサイモン/テイラーのバージョンが事実上のカバー・バージョンだと考えたオキーフは、彼のヴァージョンの「モッキンバード」がオーストラリアのラジオでサイモン/テイラー・ヴァージョンと少なくとも同等の放送時間が与えられるようにメディア大臣と放送管理委員会に働きかけた。
ジョニー・オキーフの人生を元にしたオーストラリアのミュージカル Shout! では、オキーフと母親のテルマのキャラクターが1975年のオキーフのThis is Your Life への出演をドラマ化するシーケンスの一部として「愛のモッキンバード」を演奏する。ミュージカルは2001年1月4日に開幕し、ジョニーとテルマ役としてデヴィッド・キャンベルとトリシャ・ノーブルが出演し、キャベルとノーブルは同年3月に発売されたShout! のサウンドトラック・アルバムのために彼らのバージョンの「愛のモッキンバード」を録音した。

## その他のバージョン
ベル・スターズは1982年にこの曲をカバーした。この曲はバンドの3曲目で最後のカバーとなった。チャートで51位に達し、その後のシングル "Sign of the Times" もまた3位となった。この曲はバンドのアルバムonly self-titled album からの三枚目のシングルだった。
イギリス生まれのスペインの歌手、ジャネットは10代の頃に音楽的キャリアを1967年にデビューシングル  "Cállate niña" でスペインのチャートでトップになったカリフォルニア・スタイルのフォーク・ロック・バンド Pic-Nic のリードボーカルとしてスタートした。この曲は "Hush Little Baby" に酷似している。
タジ・マハールのソウルフルなバージョンはエタ・ジェイムスをフィーチャーして、1993年のアルバムDancing the Blues に収録されている。
2007年、エディー・マニーは「愛のモッキンバード」をクラシック・ソウルのカバー・アルバムWnna Go Back で、娘のジェス・マニーをパートナーにしてリメイクした。
テレビドラマ『ブロッサム』で、メリサ・マンチェスターとジョーイ・ローレンスは母と息子の役で、マンチェスターの "Hush Little Baby" ソロのあとでデュエットした。
「愛のモッキンバード」はテレビドラマ「ふたりは友達? ウィル&グレイス」や、コメディ映画『ホリデーロード4000キロ』（1983年）や『ジム・キャリーはMr.ダマー』（1994年）のキャラクターにも演奏された。
アメリカ人ラッパーのエミネムもまた自身の2004年のアルバム『アンコール』からのシングル「モッキンバードの歌詞に子守唄 "Hush Little Baby" で使用した。
『ザ・シンプソンズ』の2003年のエピソード「夫婦愛が壊れる時」で、シンプソンズが組み合わせたジグソーパズルの一部にテイラーの顔が入ったピースをマージが見つけたあとで、テイラー/サイモンのバージョンの歌い出しをマージとホーマーが歌った。同じバージョンは2013年のエピソード「ハロウィーン・スペシャルXXIV」で再びパロディー化され、この時はセルマの体に縫い付けられたバートの死体の頭を相手にデュエットしている。
イギリスの歌手ダスティ・スプリングフィールドは自分のITVでのバラエティ番組で1968年にジミ・ヘンドリクスとこの曲をデュエットした。今日では高画質の記録は残っていないが、視聴者が菅面撮影したものがオンラインで公開されている。